# Городское поселение город Алдан
Городско́е поселе́ние го́род Алда́н — муниципальное образование в Алданском районе Якутии Российской Федерации.
Административный центр — город Алдан.

## История
Статус и границы городского поселения установлены Законом Республики Саха (Якутия) от 30 ноября 2004 года N 173-З N 353-III «Об установлении границ и о наделении статусом городского и сельского поселений муниципальных образований Республики Саха (Якутия)».

## Население
| 2011    | 2012    | 2013    | 2014    | 2015    | 2016    | 2017    |
| ------- | ------- | ------- | ------- | ------- | ------- | ------- |
| 21 479  | ↗21 914 | ↘21 770 | ↘21 591 | ↘21 312 | ↘21 113 | ↘20 908 |
| 2018    | 2019    | 2020    | 2021    | 2023    |         |         |
| ↘20 796 | ↘20 158 | ↗20 826 | ↗21 719 | ↘21 613 |         |         |

## Состав городского поселения
| № | Населённый пункт | Тип населённого пункта        | Население |
| - | ---------------- | ----------------------------- | --------- |
| 1 | Алдан            | город, административный центр | ↘21 490   |
| 2 | Большой Нимныр   | посёлок                       | ↘123      |
| 3 | Орочён 2-й       | село                          | ↘6        |